# Tschechische Basketballnationalmannschaft der Damen
Die tschechische Basketballnationalmannschaft der Damen vertritt Tschechien bei internationalen Spielen. Sie wurde 1993 nach der Trennung der Tschechischen und Slowakischen Föderativen Republik eingerichtet und ist damit einer der Nachfolger der tschechoslowakischen Damenauswahl. Zwei Jahre später nahm die Auswahl erstmals an einer Endrunde der Basketball-Europameisterschaften teil und ist seitdem ständiger Teilnehmer der europäischen Endrunde. Bei der EM 2005 gewann die Auswahl erstmals den Titel und wurde Europameister, nachdem sie zwei Jahre zuvor bereits die Silbermedaille als Vizeeuropameister bei der EM-Endrunde 2003 gewonnen hatte. Bei bisher jeweils drei Teilnahmen an Olympischen Spielen und Weltmeisterschaften konnte die Auswahl bei der WM 2010 als Vizeweltmeister eine Silbermedaille gewinnen. Bei Olympischen Spielen erreichte die Auswahl bei ihrer ersten Teilnahme bei den Olympischen Spielen 2004 mit dem fünften Platz die bislang beste Platzierung.

## Abschneiden bei internationalen Wettbewerben

### Olympische Spiele
| - 2004 – 5. Platz - 2008 – 7. Platz - 2012 – 7. Platz |

### Weltmeisterschaften
| - 2006 – 7. Platz - 2010 – . Platz - 2014 – 9. Platz |

### Europameisterschaften
| - 1995 – 7. Platz - 1997 – 9. Platz - 1999 – 5. Platz - 2001 – 9. Platz - 2003 – . Platz | - 2005 – . Platz - 2007 – 5. Platz - 2009 – 9. Platz - 2011 – 4. Platz - 2013 – 6. Platz | - 2015 – 11. Platz - 2017 – 13. Platz - 2019 – 15. Platz - 2021 – 15. Platz - 2023 – 7. Platz | - 2025 – 6. Platz |

## Kader
Eine Übersicht des aktuellen Kaders – der Basketball-Europameisterschaft der Damen 2025 – findet sich beispielsweise auf der englischsprachigen Fassung dieses Artikels.

### Weltmeisterschaft 2014
| Spieler | Spieler              | Spieler           | Spieler | Spieler | Spieler  | Spieler          |
| Nr.     | Name                 | Geburt            | Größe   | Info    | Einsätze | Verein           |
| ------- | -------------------- | ----------------- | ------- | ------- | -------- | ---------------- |
|         |                      | Guards (PG, SG)   |         |         |          |                  |
| 6       | Romana Hejdová       | 09.05.1988        | 184     |         |          | Angers           |
| 9       | Kateřina Bartoňová   | 17.01.1990        | 173     |         |          | Piešťanské Čajky |
| 10      | Tereza Vyoralová     | 16.01.1994        | 178     |         |          | USK Prag         |
| 11      | Kateřina Elhotová    | 14.10.1989        | 181     |         |          | USK Prag         |
| 12      | Kateřina Sedláková   | 28.04.1990        | 176     |         |          | Valosun Brünn    |
|         |                      | Forwards (SF, PF) |         |         |          |                  |
| 4       | Jana Veselá          | 31.12.1983        | 194     |         |          | USK Prag         |
| 5       | Michaela Stejskalová | 04.04.1987        | 186     |         |          | IMOS Brünn       |
| 7       | Alena Hanušová       | 29.05.1991        | 190     |         |          | USK Prag         |
| 14      | Tereza Pecková       | 10.07.1987        | 189     |         |          | IMOS Brünn       |
| 15      | Eva Vítečková        | 16.01.1982        | 190     |         |          | USK Prag         |
|         |                      | Center (C)        |         |         |          |                  |
| 8       | Ilona Burgrová       | 15.03.1984        | 196     |         |          | USK Prag         |
| 13      | Petra Kulichová      | 13.09.1984        | 193     |         |          | Beşiktaş JK      |

| Trainer    | Trainer      | Trainer          |
| Nat.       | Name         | Position         |
| ---------- | ------------ | ---------------- |
| Tschechien | Lubor Blažek | Cheftrainer      |
| Tschechien | Ivan Beneš   | Trainerassistent |
| Tschechien | Aleš Kaplan  | Trainerassistent |

| Legende                | Legende            |
| Abk.                   | Bedeutung          |
| ---------------------- | ------------------ |
| (C)                    | Mannschaftskapitän |
| Quellen                |                    |
| Ligahomepage           |                    |
| Stand: 7. Oktober 2014 |                    |

| Legende                | Legende            |
| Abk.                   | Bedeutung          |
| ---------------------- | ------------------ |
| (C)                    | Mannschaftskapitän |
| Quellen                |                    |
| Ligahomepage           |                    |
| Stand: 7. Oktober 2014 |                    |

### Bekannte ehemalige Spielerinnen
- Eva Němcová (* 1972)
- Hana Horáková-Machová (* 1979)
- Zuzana Klimešová (* 1979)